# Sarmientoia
Sarmientoia este un gen de fluturi din familia Hesperiidae. 